# 미국-우크라이나 관계

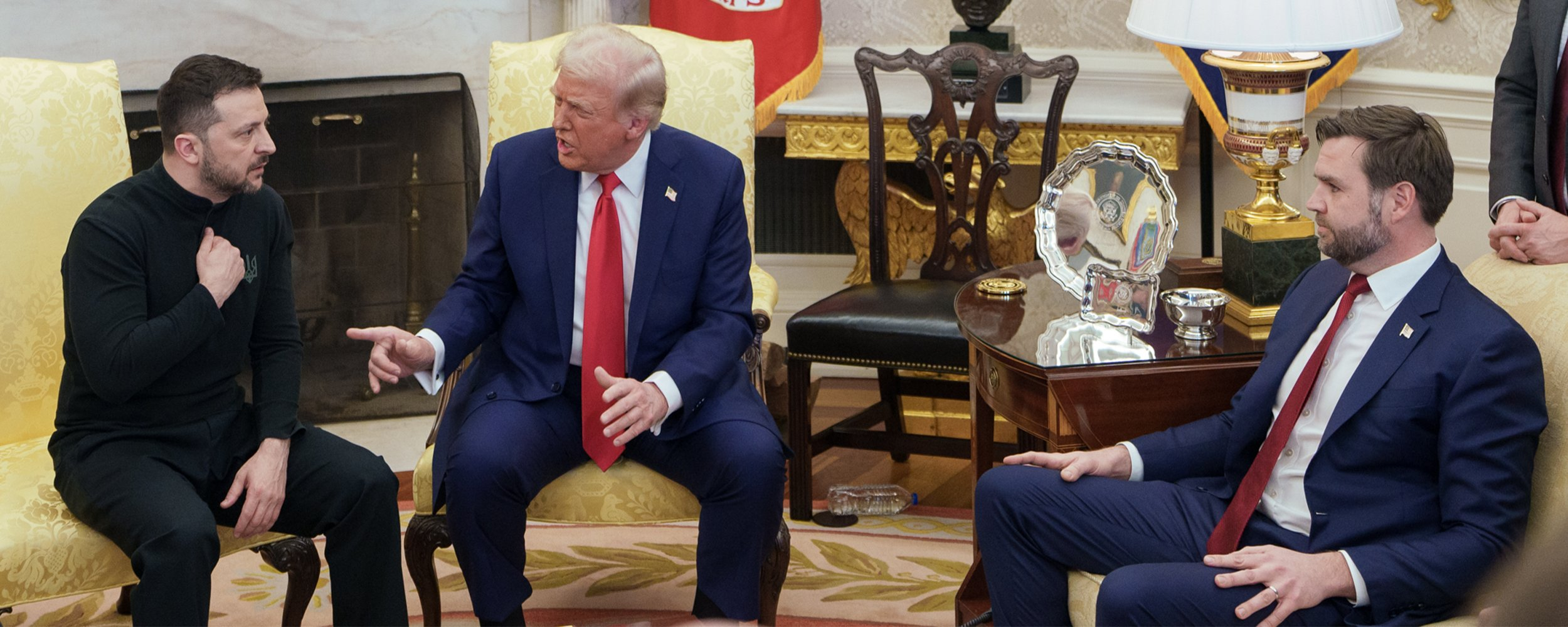
2025년 2월 28일, 도널드 트럼프 대통령 (가운데)과 J. D. 밴스 부통령 (오른쪽)이 오벌 오피스에서 우크라이나의 볼로디미르 젤렌스키 대통령 (왼쪽)을 만나고 있다.

미국은 1991년 12월 25일, 우크라이나의 독립을 공식적으로 인정했다. 미국은 1992년 1월 21일, 수도 키이우에 있는 영사관을 대사관 지위로 격상했다.
2002년, 카세트 스캔들 당시 녹음된 자료 중 하나가 사담 후세인의 이라크에 정교한 우크라이나 방어 시스템을 이전한 혐의가 드러나면서 미국과 우크라이나 간의 관계가 악화되었다.
2009년, 미국은 우크라이나의 나토 가입을 지지한다고 발표했다. 2010년 미국 외교 전문 유출 사건에서 밝혀진 문서에 따르면, 미국 외교관들은 다른 외교관들과의 만남에서 우크라이나 주권을 일관되게 옹호했다.
2014년 러시아의 크림반도 합병 이후, 미국은 우크라이나에 군사 원조를 제공하기 시작했고, 우크라이나의 가장 큰 방어 파트너 중 하나가 되었다. 2022년 러시아의 우크라이나 침공 이후 미국은 군사 원조 공급을 대폭 늘리고, 우크라이나의 가장 중요한 군사 후원국 중 하나로 남아 조 바이든 미국 대통령은 우크라이나 침공을 강력히 비난하며 우크라이나에 대한 지지를 약속했다. 2023년 2월, 갤럽 여론조사에 따르면 미국인의 68%가 우크라이나에 대해 호의적인 견해를 가지고 있으며, 이는 2005년 이후 갤럽의 추세 중 1% 포인트 높은 수치이다. 같은 여론조사에 따르면 공화당 62%와 민주당 58%가 러시아-우크라이나 전쟁이 미국의 중대한 이익에 대한 중대한 위협이라고 생각하는 것으로 나타났다. 2022년 12월, 워싱턴 D.C.를 깜짝 방문한 볼로디미르 젤렌스키 우크라이나 대통령은 의회 합동 회의에서 연설을 했다. 그는 지지에 대한 의회와 미국 국민들에게 감사를 표하며 전쟁 승리를 위한 결의를 밝혔다.
그러나 도널드 트럼프의 두 번째 행정부 기간 동안 미국-우크라이나 관계는 미국 우선주의 정책에 따른 평화 요구 속에서 크게 악화되었다. 2025년 2월, 미국 대통령은 우크라이나가 러시아와의 전쟁을 시작했다고 비난하며 우크라이나 대통령을 "선거 없는 독재자"라고 비난했다. 이후 2025년 2월, 트럼프와 젤렌스키의 광물 거래를 마무리하려는 회담은 언론 앞에서 미국과 우크라이나 지도자들 간의 공개적인 충돌과 고성으로 끝났다. 우크라이나 대표단은 갑작스럽게 백악관을 떠나라는 요청을 받았고, 예정된 실무 점심 식사와 광물 거래 서명이 취소되었다. 이 사건은 트럼프가 곧 우크라이나에 대한 모든 군사 원조를 중단할 것이라는 보도가 나오면서 관계가 크게 악화된 것으로 여겨졌다. 회담 후 미국 국무장관은 젤렌스키의 "반항적" 행동을 비난하고 우크라이나 대통령의 사과를 요구했다. 2025년 3월 3일, 트럼프-젤렌스키 회담에서 이견으로 인해 기자들이 우크라이나에 대한 모든 군사 원조를 중단한다고 발표했다. 며칠 후, 미국은 우크라이나와의 정보 공유를 중단했다.
우크라이나인들은 일반적으로 미국을 긍정적으로 평가해 왔으며, 2002년에는 80%가 긍정적인 견해를, 2011년에는 60%가 긍정적인 견해를 표명했다. 2012년 미국 글로벌 리더십 보고서에 따르면 우크라이나인의 33%가 미국의 리더십에 찬성했으며, 26%는 반대, 41%는 불확실한 입장을 보였다. 국제 협력 측면에서 미국은 우크라이나가 회원국인 BSEC의 옵서버 국가이며, 두 나라 모두 CBSS의 옵서버 국가이기도 한다.

## 역사

### 러시아-우크라이나 전쟁
미국은 러시아와의 분쟁에서 외교적 지원 외에도 2014년부터 2019년까지 우크라이나에 15억 달러의 군사 지원을 제공했다.